# Pagan (album)
Pagan è il quarto album del gruppo celtic metal irlandese Cruachan, pubblicato nel 2004.

## Tracce
1. Michael Collins – 3:51
2. Pagan – 5:07
3. The Gael – 4:02
4. Ard Rí na hEireann ("High King of Ireland") – 5:03
5. The March to Cluain Tairbh – 2:00
6. Viking Slayer – 4:15
7. 1014 A.D. – 3:36
8. Some Say the Devil Is Dead (Wolfe Tones cover) – 3:13
9. A Thousand Years – 3:51
10. Lament for the Wild Geese – 1:28
11. Erinsong – 5:19
12. Summoning of the Sídhe – 3:00
13. The Fall of Gondolin – 7:46

## Formazione
- John Clohessy - basso, voce
- Karen Gilligan - voce, percussioni
- Keith Fay - voce, chitarra, mandolino, bouzouki, banjo, tastiere, percussioni
- Joe Farrell - batteria, percussioni